# Ocampo (municipalité)
La municipalité d'Ocampo est l'une des 43 municipalités de l'État de Tamaulipas, et est située dans la partie sud de cet État. Située à l'ouest du golfe du Mexique, elle appartient au bassin versant du fleuve Río Pánuco. Elle est limitrophe à l'ouest de l'État de San Luis Potosí. Son chef-lieu est la ville éponyme d'Ocampo. Elle dépend de la région Mante, qui est une des 6 subdivisions administratives de l'État de Tamaulipas.

## Géographie
La municipalité d'Ocampo s'étend du nord au sud sur les contreforts orientaux de la chaîne de montagnes de la Sierra Madre orientale. Son altitude oscille entre 50 et 1800 mètres. Elle est traversée par de nombreux petits cours d'eau faisant partie du bassin versant du fleuve Río Pánuco. Son chef-lieu, la ville éponyme d'Ocampo, se trouve au centre de son territoire, sur les bords de la rivière Santa Barbara, affluente de la rivière Guayalejo. Ce territoire couvre une superficie de 1761,88 km², et était peuplé en 2020 de 13 190 habitants.
Cette municipalité fait partie de la région Mante, qui est une des 6 subdivisions administratives de l'État de Tamaulipas, et regroupe les municipalités de Nuevo Morelos, Antiguo Morelos, El Mante, Xicoténcatl, Ocampo et Gómez Farías.
Elle est limitrophe au nord de celles de Jaumave et de Palmillas, à l'ouest de celle de Tula, et au sud-ouest, dans l'État de San Luis Potosí, de celle d'El Naranjo, au sud, à nouveau dans l'État de Tamaulipas, de celle de Nuevo Morelos, et à l'est de celles d'Antiguo Morelos, d'El Mante et de Gómez Farías.

## Composition et démographie
La municipalité était composée en 2010 de 228 localités.
| Localité                           | Population |
| ---------------------------------- | ---------- |
| Ocampo                             | 4 781      |
| Adolfo López Mateos (Chamal Nuevo) | 862        |
| El Pensil                          | 749        |
| Ricardo Flores Magón               | 741        |

En plus de l'espagnol, plusieurs langues amérindiennes sont parlées dans la municipalité, dont les principales sont par ordre d'importance : le nahuatl, le huastèque et le chinantèque.

## Histoire
Dans le cadre de la conquête et de la colonisation de la nouvelle province de Nouvelle-Santander par José de Escandón entre 1748 et 1755, la ville de Santa Barbara est fondée en 1749, au lieu-dit Tanguachín. Celle-ci compte à ses débuts 460 habitants, et quelques rancherías indigènes vouées à l'élevage. Son premier capitaine fut Juan Francisco Barberena, auquel succéda Tomás de Soto. L'année suivante fut créée la mission Nuestra Señora de la Soledad de Igollo, dirigée par le religieux Francisco Escandón y Helguera, frère de José de Escandón, avec la participation de groupes indigènes. À la suite d'inondations en 1757, la ville est cependant déplacée vers son site actuel. Elle prendra en 1869 le nom d'Ocampo, en l'honneur de l'homme politique Melchor Ocampo.